# Министерство энергетики Республики Беларусь

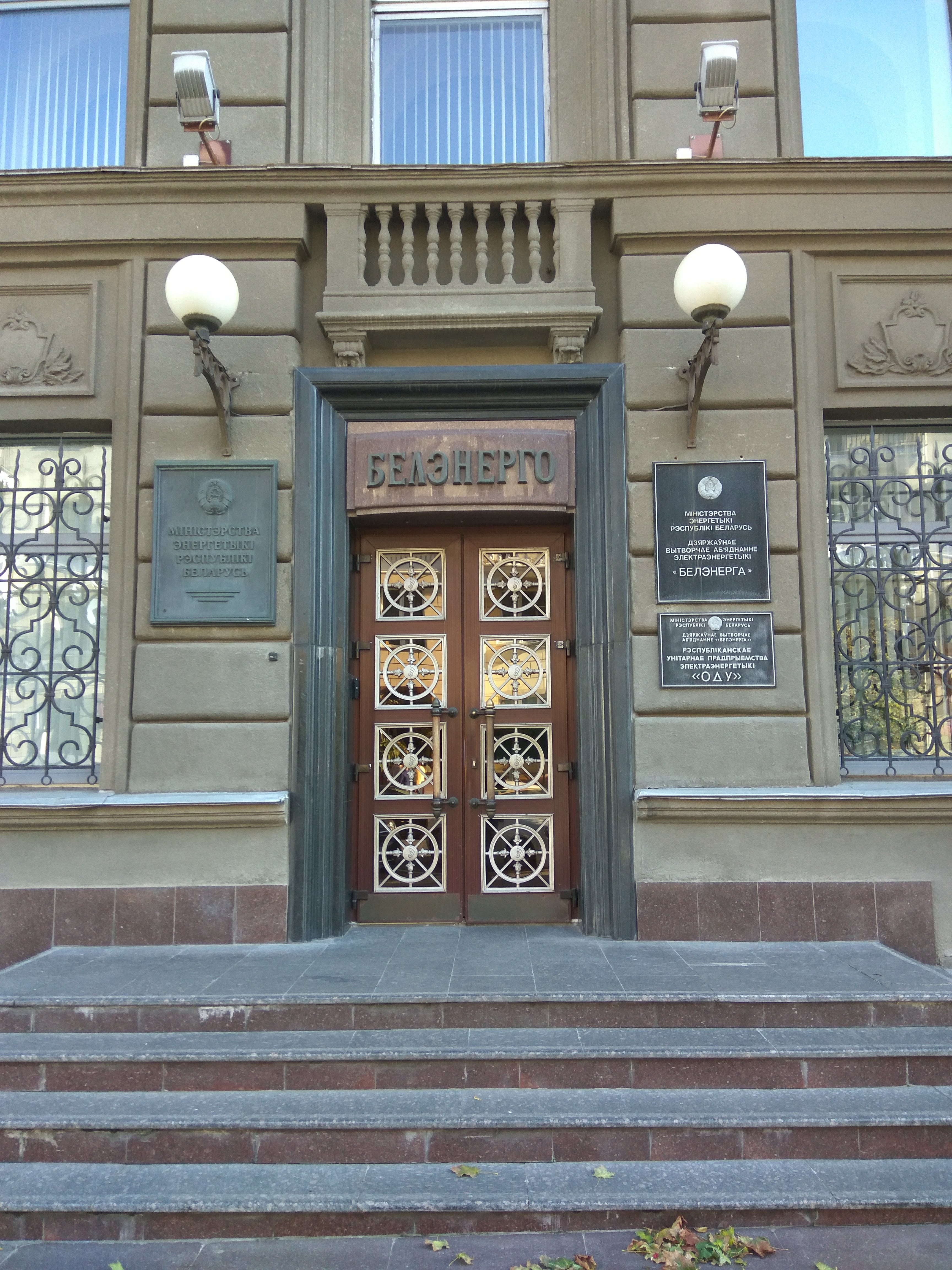
Министерство энергетики Республики Беларусь

Министерство энергетики Республики Беларусь (Минэнерго; бел. Міністэрства энергетыкі Рэспублікі Беларусь) — республиканский орган государственного управления, координирующий политику в области производства и распределения электроэнергии, газа, пара и горячей воды. Должность министра с 31 марта 2025 года занимает Денис Мороз.

## История
Министерство энергетики Республики Беларусь действует в 1992—1997 и с 2001 года. Впервые министерство было создано постановлением Верховного Совета Республики Беларусь от 10  января 1992 года № 1389-ХI на базе Государственного комитета Республики Беларусь по топливу и газификации; 25 сентября было утверждено положение о министерстве. 14 марта 1994 года Минэнерго было преобразовано в Министерство топлива и энергетики Республики Беларусь (Минтопэнерго). Положение о новом министерстве было утверждено постановлением Совета Министров Республики Беларусь от 20 февраля 1996 года № 122. Однако уже в следующем году министерство было упразднено указом Президента Республики Беларусь от 11 июня 1997 года № 328 и приказом Министерства топлива и энергетики от того же дня № 60. Функции Минтопэнерго были переданы Министерству экономики и концерну «Белэнерго».
Спустя четыре года Министерство энергетики было создано повторно указом Президента Республики Беларусь от 24 сентября 2001 года № 516. 31 октября 2001 года было утверждено Положение о министерстве. 10 июля 2008 года в структуре министерства был создан Департамент по ядерной энергетике.

## Структура
Структура центрального аппарата министерства:
- Главное экономическое управление;
- Производственно-техническое управление;
- Управление труда, заработной платы и социальной политики;
- Управление энергоэффективности, экологии и науки;
- Управление стратегического развития и внешнего инвестиционного сотрудничества;
- Департамент по ядерной энергетике;
- 8 отделов и 1 сектор.

Министерству энергетики подчиняются три государственные организации:
- Государственное производственное объединение электроэнергетики «Белэнерго»;
- Государственное производственное объединение по топливу и газификации «Белтопгаз»;
- Государственное учреждение «Государственный энергетический и газовый надзор»

## Руководство
текущее руководство
- Министр: Денис Мороз (с 31 марта 2025 года).

прежнее руководство
- Валентин Герасимов (1992—1997);
- Владимир Семашко (2001—2003);
- Эдуард Товпенец (и.о., 2003—2004);
- Александр Агеев (2004—2006);
- Александр Озерец (2006—2013);
- Владимир Потупчик (2013—2018)[9].
- Виктор Михайлович Каранкевич (2018—2024)
- Алексей Кушнаренко (2024—2025)